# Anthomyza pallida
Anthomyza pallida is een vliegensoort uit de familie van de Anthomyzidae. De wetenschappelijke naam van de soort werd voor het eerst geldig gepubliceerd in 1848 door Zetterstedt als Anthophilina pallida.